# 巨泉のこんなモノいらない!?
『巨泉のこんなモノいらない!?』（きょせんのこんなモノいらない）は、日本テレビ系列（一部の系列局を除く）ほかで放送された日本テレビ製作のトークバラエティ番組。大橋巨泉の冠番組。製作局の日本テレビでは1987年10月4日から1989年9月24日まで、毎週日曜日21:00 - 21:54（日本標準時）に放送。

## 概要
日本テレビ日曜9時連続ドラマの最終作（『あぶない刑事』）の放送終了に伴い、1987年10月4日に放送を開始した。
日常生活から政治・経済に至るまで、世の中の「いらないモノ」をざっくばらんに斬っていくことをコンセプトにしたトークバラエティ。サブタイトルには "THAT'S INFOR-TAINMENT" （ザッツ・インフォーテインメント）を冠していたが、これは情報などを意味する "Information" と娯楽を意味する "Entertainment" を組み合わせた造語である。この言葉は、後継番組『知ってるつもり?!』の初期にも使われた。
巨泉は1990年に芸能界からセミリタイヤしているが、そのきっかけとなったのが、副業であったカナダ・オーストラリアの土産物店の経営が好調なことである。そのため、番組を何度も欠席。データ室の1人である小倉（小倉が代理司会のときは別の人がデータ室を担当）に徳光和夫、青島幸男、山城新伍らが代理司会を務めた。いらないモノとして取り上げられた中には「NHK」や「大河ドラマ」「高校野球」「オリンピック」「英語教育」「ノストラダムスの大予言」「子供」「法律」「敬語」や「仕事」といったものもあった。また、視聴者アンケートでは「巨泉」自体がいらない、が2位となった。その結果を隠さず放送するという、懐の広さを見せている。
本番組は、トークバラエティ番組としては珍しく二ヶ国語放送で制作されていた。アメリカからの意見を、NBCキャスターのジャック・レイノルズが中継で述べていた。「ヘイ、ジャック」と呼びかけて始まる巨泉とのフランクな英語での会話は有名になった。
超能力というテーマで、Mr.マリックが「超魔術」を披露。「こんなものは超能力ではない」というのが番組の趣旨だったが、これ以後、マリックは超能力者だという取り上げられ方をメディアでされるようになる。
たばこというテーマには、たばこ業界から「日本テレビにはCMを出さない」などと抗議を受けた（放送当時はたばこのCM放送が可能だった）。
放送ライブラリーにはこの番組の第1回が保存されており、視聴することができる。
この番組は、筑紫哲也が編集長だった『朝日ジャーナル』で連載されていた「こんなものいらない」がヒントになっている。番組を企画するにあたって、巨泉が大学の後輩にあたる筑紫に伺いを立てたところ、筑紫は快諾。筑紫は第1回のゲストや年末の「こんなものいらない大賞」の審査員など何度か出演した。
番組終了から26年が経過した後に発売された週刊朝日2015年9月18日号にて『安保法制反対 大橋巨泉の「こんなモノいらない！」』と題して巨泉が当時国会で可決されようとしてた平和安全法制に反対する特集記事を掲載した。

## 出演者

### キャスター
- 大橋巨泉

### アシスタント
- 木村優子（当時日本テレビアナウンサー）
- 鷹西美佳（当時日本テレビアナウンサー）
- 小倉智昭（巨泉不在時は、キャスター代理も務めた）

### データ室
- 小倉智昭
- 小出奈々実
- 山口美江
- 久和ひとみ

### ナレーター
- 乱一世

### リポーター
- 藤岡久美子

### マスコット
- ロボ巨ン
  - 映画『スター・ウォーズ』シリーズのロボットキャラクター、R2-D2をモチーフにしている。番組の開始当初は人語を話す場面も見られたが、やがて人語を話せなくなり、代わりに本家のR2-D2と同様に機械音を鳴らしていた。藤岡とのコンビで「久美子とロボ巨ンのあんなモノいらない!?」というVTR検証コーナーも後期に放送した。

## 番組の終了
後年刊行された巨泉の著書『巨泉 人生の選択』（講談社）によると、番組開始当初すでに巨泉は55歳でのセミリタイヤを決断しており、当初から番組は取り上げるテーマ100個、放送期間2年で終了させるつもりで当番組を始め、好評により局側からの続投要請を受けたものの当初の意向を貫徹してこれを固辞、予定どおり2年で番組は終了した。
また当番組を「大橋巨泉の代表作」と語るほどタレント活動の集大成として捉えていた巨泉は、その実現のために、自身が放送開始以来長年にわたって関わり司会としても週2回出演してきた同局の深夜番組「11PM」を、当番組の放送開始前に完全降板したうえで臨んでいる。
最終回で取り上げたのは国境であり、ゲストに自民党から河野洋平、日本社会党から上田哲がゲスト出演した。
1991年5月23日には、『木曜スペシャル』枠で復活版が放送された。この時は「ノストラダムス」を特集した。

## 書籍
番組内容をまとめた書籍が放送終了後に日本テレビ放送網より販売された。
1. 巨泉のこんなモノいらない!? 1989年9月 ISBN 978-4820389323
  1. 英語教育1
  2. ゴルフ、のようなもの
  3. いんちきダイエット
  4. 大学
  5. あぶない水道
2. 巨泉のこんなモノいらない!? 1989年9月 ISBN 978-4820389330
  1. ドラフト
  2. 地球（フロンガス）
  3. 収入印紙
  4. 姓名判断
  5. 英語教育2
3. 巨泉のこんなモノいらない!? 1990年3月 ISBN 978-4820390084
  1. 超能力
  2. 校則と体罰
  3. 血液型性格判断
  4. 交通取締り
  5. ゴミ
  6. 最高裁判所

## ネット局
系列はネット終了時（1989年9月）のもの。
| 放送対象地域  | 放送局         | 系列                                         | 備考                     |
| ------------- | -------------- | -------------------------------------------- | ------------------------ |
| 関東広域圏    | 日本テレビ     | 日本テレビ系列                               | 制作局                   |
| 北海道        | 札幌テレビ     | 日本テレビ系列                               |                          |
| 青森県        | 青森放送       | 日本テレビ系列 テレビ朝日系列                |                          |
| 岩手県        | テレビ岩手     | 日本テレビ系列                               |                          |
| 宮城県        | ミヤギテレビ   | 日本テレビ系列                               |                          |
| 秋田県        | 秋田放送       | 日本テレビ系列                               |                          |
| 山形県        | 山形テレビ     | フジテレビ系列                               | [ 7 ] [ 8 ] [ 9 ] [ 10 ] |
| 福島県        | 福島中央テレビ | 日本テレビ系列                               |                          |
| 山梨県        | 山梨放送       | 日本テレビ系列                               |                          |
| 新潟県        | テレビ新潟     | 日本テレビ系列                               |                          |
| 長野県        | 信越放送       | TBS系列                                      | [ 7 ] [ 11 ]             |
| 静岡県        | 静岡第一テレビ | 日本テレビ系列                               |                          |
| 富山県        | 北日本放送     | 日本テレビ系列                               |                          |
| 石川県        | 石川テレビ     | フジテレビ系列                               | [ 7 ]                    |
| 福井県        | 福井放送       | 日本テレビ系列 テレビ朝日系列                |                          |
| 中京広域圏    | 中京テレビ     | 日本テレビ系列                               |                          |
| 近畿広域圏    | 読売テレビ     | 日本テレビ系列                               |                          |
| 広島県        | 広島テレビ     | 日本テレビ系列                               |                          |
| 山口県        | 山口放送       | 日本テレビ系列 テレビ朝日系列                |                          |
| 徳島県        | 四国放送       | 日本テレビ系列                               |                          |
| 香川県 岡山県 | 西日本放送     | 日本テレビ系列                               |                          |
| 愛媛県        | 南海放送       | 日本テレビ系列                               |                          |
| 高知県        | 高知放送       | 日本テレビ系列                               |                          |
| 福岡県        | 福岡放送       | 日本テレビ系列                               |                          |
| 長崎県        | テレビ長崎     | フジテレビ系列 日本テレビ系列                |                          |
| 熊本県        | 熊本県民テレビ | 日本テレビ系列                               |                          |
| 大分県        | テレビ大分     | フジテレビ系列 日本テレビ系列 テレビ朝日系列 |                          |
| 宮崎県        | テレビ宮崎     | フジテレビ系列 日本テレビ系列 テレビ朝日系列 |                          |
| 沖縄県        | 沖縄テレビ     | フジテレビ系列                               | 1989年3月打ち切り        |

- 鳥取県と島根県は系列局の日本海テレビジョン放送が「日曜洋画劇場」（テレビ朝日）を同時ネットしていたため未ネット。
- 鹿児島県では当時クロスネットを組んでいた鹿児島テレビ放送が「花王名人劇場」（関西テレビ・フジテレビ）をネットしていたため未ネット。

## テーマ曲
いずれもTHE ALFEEの曲。
- オープニング：「オープニングテーマ」
  - 巨泉が入場する際および提供クレジットで流されるインストルメンタル曲。現在に至るまで一切商品化・配信がされていない未発表曲だが、「CATCH YOUR EARTH」を併せて収録した非売品のCDが制作されている。
- 前期エンディング：「CATCH YOUR EARTH」
  - エンディングクレジットで、「CATCH THE EARTH」と表記されたことがある。
  - アルバム『BEST SELECTION II THE ALFEE』に収録。
- 後期エンディング：「Kitto」（中村雅俊「さよならが言えなくて」の原曲）
  - アルバム『DNA Communication』に収録。

## スタッフ
- 構成：松本醇、河村達樹、原すすむ、伊東雅司、大岩賞介、堀厚 ほか
- 技術：伊藤邦雄（日本テレビ）
- TD：佐々木伸雄（日本テレビ）
- カメラ：鈴木博（日本テレビ）
- 調整：北村嘉明（日本テレビ）
- 照明：関真久・小山田彰（日本テレビ）
- 音声：西野三樹夫（日本テレビ）
- 美術：田原英二、高野豊
- スタイリスト：WITH
- 音効：伊藤博
- CGアーティスト：倉嶋正彦
- コンピューターグラフィック：福山肇
- 衛星担当：山本仁
- 編集：加藤和彦、梶原正男、高倉新吾
- MA：竹岡良樹、蛯原浩彦
- PR：大久保晃（日本テレビ）
- 取材：斉藤光人、小田原武、西村正司、平田透、河内伸一、岡田裕子、芦野美名子、柳川剛、平野誠、沼田仁、片岡寿一、鈴村千恵子ほか
- 演出補：小山正、井上光紀、山崎毅之
- 演出：梅原幹（日本テレビ）、簾畑健治、井口義朗、松田宏治、杉山龍哉、村岡信行、北尾泰博、池田敬実、矢坂義之
- プロデューサー：矢野義幸・重松修・小葉松愼（日本テレビ）／古矢直義（日本テレワーク）、奥村正（イースト）、大谷哲郎（スタッフ東京）
- 制作：高橋進（日本テレビ）
- 協力：オーケーエンタープライズ、GLOBE NET、NTVIC、テレビテクニカ、共同テレビジョンビデオ編集センター
- 制作協力：イースト、日本テレワーク、タキオン、スタッフ東京（週替わり）
- 製作著作：日本テレビ